# Ordre du Nuage et de la Bannière
L'ordre du Nuage et de la Bannière (雲麾勳章), aussi appelé ordre de la Bannière resplendissante, est une distinction militaire de la république de Chine. Créé le 15 juin 1935, il est remis pour contributions à la sécurité nationale et est divisé en neuf classes. L'insigne de l'ordre représente un drapeau jaune flottant au vent, entouré de nuages blancs sur un fond bleu. Cette image est entourée de rayons dorés.

## Classes
L'ordre est divisé en neuf classes :
| Classe | Nom                                         | Cordon                                 | Ruban |
| ------ | ------------------------------------------- | -------------------------------------- | ----- |
| 1er    | Ordre du Nuage et de la Bannière (雲麾勳章) | avec grand cordon spécial (特種大綬)   |       |
| 2e     | Ordre du Nuage et de la Bannière (雲麾勳章) | avec grand cordon (大綬)               |       |
| 3e     | Ordre du Nuage et de la Bannière (雲麾勳章) | avec grand cordon jaune (黃色大綬)     |       |
| 4e     | Ordre du Nuage et de la Bannière (雲麾勳章) | avec cravate spéciale (特種領綬)       |       |
| 5e     | Ordre du Nuage et de la Bannière (雲麾勳章) | avec cravate (領綬)                    |       |
| 6e     | Ordre du Nuage et de la Bannière (雲麾勳章) | avec rosette spéciale (特種襟綬附勳表) |       |
| 7e     | Ordre du Nuage et de la Bannière (雲麾勳章) | avec rosette (襟綬附勳表)              |       |
| 8e     | Ordre du Nuage et de la Bannière (雲麾勳章) | avec ruban spécial (特種襟綬)          |       |
| 9e     | Ordre du Nuage et de la Bannière (雲麾勳章) | avec ruban (襟綬)                      |       |

## Récipiendaires notables
- Charles de Belgique, régent du royaume.
- John R. Allen
- Claire Lee Chennault
- Andrew Cunningham
- Dwight D. Eisenhower
- Peter Fleming
- Robert Halperin
- James M. Masters, Sr. (en)
- Chesty Puller
- David C. Jones
- John Dale Ryan
- Alfredo M. Santos (en)
- Austin Shofner (en)
- Vassili Tchouïkov
- John C. Young (en)
- Isaac D. White (en)
- Mohan Shumsher Jang Bahadur Rana (en)